# Windowlicker
Windowlicker er en single udgivet af Richard D. James, under hans mest brugte kunstnernavn Aphex Twin i 1999. 

## Indhold

### CD1 og 12" vinyl
WAP105CD/WAP105
1. "Windowlicker" – 6:07
2. "{\displaystyle \Delta M_{i}^{-1}=-\alpha \sum _{n=1}^{N}D_{i}[n]{\Biggl [}\sum _{j\in C\{i\}}F_{ji}[n-1]+F\operatorname {ext} _{i}[n^{-1}]{\Biggr ]}}" – 5:47
  - I HTML: "ΔMi−1 = −αΣn=1NDi[n][Σj∈C{i}Fji[n − 1] + Fexti[n−1]]"
  - Mere normalt bliver den kaldt for "Equation", "Complex Mathematical Equation", "[Formula]" eller "[Symbol]"
3. "Nannou" – 4:13